# Macromidia fulva
Macromidia fulva är en trollsländeart som beskrevs av Harry Hyde Laidlaw, Jr. 1915. Macromidia fulva ingår i släktet Macromidia och familjen skimmertrollsländor. Inga underarter finns listade i Catalogue of Life.